# Lidija Selichova
Lidija Selichova (Russisch: Лидия Селихова, Engels: Lidiya Selikhova) (Sint-Petersburg, 19 maart 1922 - 7 februari 2003) was een schaatsster uit de Sovjet-Unie. Ze won de wereldkampioenschappen 1952 en 1954 en reed een nieuw wereldrecord op de 1000 meter.

## Resultaten

### Wereldkampioenschappen
| Jaar | Plaats      | Resultaten  |
| ---- | ----------- | ----------- |
| 1948 | Turku       | Allround    |
| 1949 | Kongsberg   | 8e Allround |
| 1952 | Kokkola     | Allround    |
| 1953 | Lillehammar | Allround    |
| 1954 | Östersund   | Allround    |
| 1955 | Kuopio      | 7e Allround |
| 1956 | Kvarnsveden | 5e Allround |
| 1957 | Imatra      | Allround    |

### Wereldrecord
| Afstand    | Tijd   | Datum           | Baan  |
| ---------- | ------ | --------------- | ----- |
| 1000 meter | 1.36,4 | 30 januari 1953 | Medeo |

### USSR kampioenschappen
| Jaar | Allround |
| ---- | -------- |
| 1946 | 5e       |
| 1947 | Brons    |
| 1948 | Zilver   |
| 1949 | 10e      |
| 1952 | 6e       |
| 1953 | 5e       |
| 1954 | Zilver   |
| 1955 | 4e       |
| 1956 | 13e      |
| 1957 | 5e       |
| 1958 | DNF      |

## Persoonlijke records
| Afstand    | Tijd    | Datum           | Baan  |
| ---------- | ------- | --------------- | ----- |
| 500 meter  | 1.47,30 | 19 januari 1954 | Medeo |
| 1000 meter | 1.36,40 | 30 januari 1953 | Medeo |
| 1500 meter | 2.29,00 | 30 januari 1953 | Medeo |
| 3000 meter | 5.19,30 | 19 januari 1954 | Medeo |
| 5000 meter | 9.10,60 | 26 januari 1953 | Medeo |